# شركة العين للتوزيع
شركة العين للتوزيع لديها مسؤولية توزيع الماء والكهرباء على المستهلكين بالمنطقة الشرقية. تتمض أعمال الشركة بيع وتوزيع الماء والكهرباء، والقيام بعمليات والصيانة اللازمة، وقراءة العدادات وفوتره العملاء. بدأت الشركة أعمالها في 1 يناير 1999 ضمن عملية إعادة هيكلة قطاع الماء والكهرباء بإمارة أبوظبي، وهي مملوكة بالكامل من طرف هيئة مياه وكهرباء أبوظبي.      
تم دمج شركة أبوظبي للتوزيع وشركة العين للتوزيع لتنطلقة بأسم ( طاقة ) في 1 يناير 2025   

## وصلات خارجية
موقع شركة العين للتوزيع (بالإنجليزية)